# 小行星16241
小行星16241（16241 Dvorsky）是一颗绕太阳运转的小行星，为主小行星带小行星。该小行星于2000年4月7日发现。

## 轨道参数
小行星16241的轨道半长轴为2.5810018 UA，离心率为0.126。